# Скамблер (тауншип, Миннесота)
Скамблер (англ. Scambler) — тауншип в округе Оттер-Тейл, Миннесота, США. На 2000 год его население составило 504 человека.

## География
По данным Бюро переписи населения США площадь тауншипа составляет 93,9 км², из которых 83,2 км² занимает суша, а 10,7 км² — вода (11,44 %).

## Демография
По данным переписи населения 2000 года здесь находились 504 человека, 208 домохозяйств и 154 семьи.  Плотность населения —  6,1 чел./км².  На территории тауншипа расположено 552 постройки со средней плотностью 6,6 построек на один квадратный километр. Расовый состав населения: 96,23 % белых, 2,38 % коренных американцев и 1,39 % приходится на две или более других рас. Испанцы или латиноамериканцы любой расы составляли 0,60 % от популяции тауншипа.
Из 208 домохозяйств в 28,8 % воспитывались дети до 18 лет, в 65,4 % проживали супружеские пары, в 5,8 % проживали незамужние женщины и в 25,5 % домохозяйств проживали несемейные люди. 22,6 % домохозяйств состояли из одного человека, при том 9,1 % из — одиноких пожилых людей старше 65 лет. Средний размер домохозяйства — 2,41, а семьи — 2,77 человека.
22,4 % населения — младше 18 лет, 5,6 % — в возрасте от 18 до 24 лет, 21,8 % — от 25 до 44, 32,1 % — от 45 до 64, и 18,1 % — старше 65 лет. Средний возраст — 45 лет. На каждые 100 женщин приходилось 106,6 мужчин.  На каждые 100 женщин старше 18 приходилось 96,5 мужчин.
Средний годовой доход домохозяйства составлял 40 625 долларов, а средний годовой доход семьи —  45 500 долларов. Средний доход мужчин —  32 059  долларов, в то время как у женщин — 21 667. Доход на душу населения составил 19 550 долларов. За чертой бедности находились 2,7 % семей и 3,2 % всего населения тауншипа, из которых 6,9 % старше 65 лет.